# Barrios de Luxemburgo
En la ciudad de Luxemburgo, los veinticuatro barrios o distritos (en luxemburgués: Quartierën, en francés: Quartiers y en alemán: Stadtteile) constituyen el nivel más alto de la administración pública en la capital.

Los 24 barrios o distritos de la ciudad.

## Lista de barrios
| Barrios                       | Población | Superficie | Plano |
| ----------------------------- | --------- | ---------- | ----- |
| Beggen                        | 3747      | 170.91     |       |
| Belair                        | 11907     | 171.80     |       |
| Bonnevoie-Nord / Verlorenkost | 4487      | 67.76      |       |
| Bonnevoie-Sud                 | 12825     | 239.21     |       |
| Cents                         | 6350      | 173.10     |       |
| Cessange                      | 4658      | 657.83     |       |
| Clausen                       | 973       | 36.06      |       |
| Dommeldange                   | 2721      | 235.56     |       |
| Eich                          | 2913      | 63.18      |       |
| Gare                          | 11100     | 105.26     |       |
| Gasperich                     | 8255      | 445.14     |       |
| Grund                         | 961       | 30.03      |       |
| Hamm                          | 1461      | 407.62     |       |
| Hollerich                     | 7265      | 160.01     |       |
| Kirchberg                     | 6624      | 336.84     |       |
| Limpertsberg                  | 11067     | 157.07     |       |
| Merl                          | 6294      | 242.81     |       |
| Mühlenbach                    | 2225      | 311.13     |       |
| Neudorf / Weimershof          | 6436      | 248.93     |       |
| Pfaffenthal                   | 1319      | 37.52      |       |
| Pulvermühl                    | 365       | 24.82      |       |
| Rollingergrund / Belair-Nord  | 4504      | 633.87     |       |
| Ville-Haute                   | 3411      | 105.90     |       |
| Weimerskirch                  | 2440      | 110.51     |       |